# Final da Copa do Brasil de Futebol Sub-20 de 2015
A final da Copa do Brasil de Futebol Sub-20 de 2015 foi a quarta decisão da competição da categoria sub-20 organizada pela Confederação Brasileira de Futebol (CBF). Disputada entre as equipes do São Paulo e do Atlético Paranaense, foi realizada em dois jogos. O primeiro confronto ocorreu no dia 19 de novembro no Estádio Joaquim Américo Guimarães, na cidade de Curitiba, enquanto o segundo e decisivo jogo foi realizado no dia 24 de novembro no Estádio Cícero Pompeu de Toledo, em São Paulo. Esta foi a primeira final de São Paulo e Atlético Paranaense na competição; anteriormente nunca haviam chegado sequer à semifinal.
Ambos se classificaram para a competição por conta do desempenho dos profissionais na edição anterior do campeonato nacional. O São Paulo ocupou a segunda colocação, atrás apenas do campeão Cruzeiro; o Atlético Paranaense, por sua vez, terminou na sétima colocação. No torneio, os dois clubes disputaram oito jogos para alcançar a vaga na final: o São Paulo derrotou o América Mineiro pelo placar agregado de 3 a 0, e, nas demais fases, a equipe paulistana eliminou em sequência o Botafogo (7–5), o Goiás (3–1) e o Joinville (4–2). Enquanto isso, o Atlético Paranaense estreou na competição derrotando o Criciúma no agregado por 3 a 2; em seguida, eliminou o Vasco da Gama (4–1), o Luverdense (5–2) e o Atlético Mineiro (4–1).
Na primeira partida, o São Paulo prevaleceu-se no estádio do rival e saiu vitorioso por 2–0. Na segunda e decisiva partida, as equipes foram para o intervalo empatadas sem gols, mas no segundo tempo a equipe paulista repetiu o placar do jogo anterior, sagrando-se campeã da competição.

## Antecedentes
Ambas as equipes chegaram invictas até a final. O São Paulo conquistou cinco vitórias e três empates, enquanto o Atlético Paranaense obteve sete vitórias e um empate. Em sua campanha, o São Paulo estreou na competição enfrentando o América Mineiro. Na primeira partida houve um empate sem gols em Sete Lagoas, porém a equipe paulistana garantiu a classificação com uma vitória por 3–0 na partida de volta. Nas oitavas de final, o São Paulo mediu forças contra o Botafogo e classificou-se com uma vitória e um empate (3–3 no primeiro jogo e 4–2 no segundo), a exemplo da primeira fase, enquanto na fase seguinte o adversário foi o Goiás. Na primeira partida realizada em Cotia, o São Paulo venceu por 2–0, enquanto na volta as equipes empataram por 1–1. Nas semifinais, houve duas vitórias sobre o Joinville, marcando o São Paulo 4–2 no agregado, e, desta forma, conquistando a vaga inédita para a decisão.
Por sua vez, a equipe paranaense estreou na competição com um empate por 1–1 diante do Criciúma, classificando-se com uma vitória por 2–1 no segundo jogo. Nas oitavas, duas vitórias sobre o Vasco da Gama (4–1 no agregado) garantiram o clube na fase seguinte para enfrentar o Luverdense. Os paranaenses repetiram o feito e venceram ambos os jogos nas quartas de finais, avançando para as semifinais. A vaga inédita para a decisão foi conquistada com duas vitórias sobre o Atlético Mineiro, 1–0 na primeira partida e 3–1 na segunda.
| São Paulo       | São Paulo | São Paulo         | Fase             | Atlético Paranaense | Atlético Paranaense | Atlético Paranaense |
| Adversário      | Resultado | Jogos             | Fase             | Adversário          | Resultado           | Jogos               |
| --------------- | --------- | ----------------- | ---------------- | ------------------- | ------------------- | ------------------- |
| América Mineiro | 3–0       | 0–0 (F) / 3–0 (C) | Primeira fase    | Criciúma            | 3–2                 | 1–1 (F) / 2–1 (C)   |
| Botafogo        | 7–5       | 3–3 (F) / 4–2 (C) | Oitavas de final | Vasco da Gama       | 4–1                 | 2–1 (F) / 2–0 (C)   |
| Goiás           | 3–1       | 2–0 (C) / 1–1 (F) | Quartas de final | Luverdense          | 5–2                 | 2–0 (F) / 3–2 (C)   |
| Joinville       | 4–2       | 1–0 (F) / 3–2 (C) | Semifinais       | Atlético Mineiro    | 4–1                 | 1–0 (F) / 3–1 (C)   |

Legenda: (C) casa; (F) fora
A Confederação Brasileira de Futebol sorteou a ordem dos mandos de campos das duas partidas da decisão no dia 12 de novembro, quando foi decidido que a primeira partida seria realizada na Arena da Baixada, em Curitiba, enquanto a finalíssima ocorreria no Morumbi em São Paulo.
Nos dias que antecederam o primeiro embate, o artilheiro do São Paulo na competição, David Neres, garantiu que todos os jogadores do clube queriam o título. Antes da final, Neres estava empatado na artilharia do torneio com Joanderson, jogador do São Paulo, e com Bruno Rodrigues do Atlético Paranaense. Sobre a final, o jogador são-paulino disse: 
"Esperamos um confronto duro. O time deles é técnico, mas vamos com tudo em busca do título. Nós acompanhamos a classificação deles contra o Atlético-MG, na semifinal, e tivemos a oportunidade de conhecer um pouco mais do nosso adversário. Já estamos no clima da decisão, e vamos com tudo."— David Neres em entrevista para o website do São Paulo.
Os atletas são-paulinos demonstraram motivados: além de visar o título da competição, queriam conquistar a vaga na Copa Libertadores da categoria. "Nenhum time brasileiro conquistou a Libertadores Sub-20, então isso nos motiva ainda mais em busca desta vaga. O jogo contra o Atlético-PR será muito difícil, eles foram bem durante toda a competição, mas vamos em busca da vaga que será importante para a gente, pois queremos mostrar a nossa capacidade", afirmou o lateral Foguete. Por sua vez, o técnico Bruno Pivetti do Atlético exaltou a campanha da equipe: "Fizemos realmente, até agora, uma campanha irretocável. Foi um empate e sete vitórias, com estes sete triunfos seguidos. Vamos muito confiantes para a final [...]".

## Primeira partida
A primeira partida foi realizada em uma quinta-feira, no dia 19 de novembro, na Arena da Baixada em Curitiba. Apitado pelo paranaense Paulo Roberto Alves Junior, o primeiro confronto teve um público de um pouco mais de 16 mil pessoas quando a diretoria do Atlético promoveu uma arrecadação de alimentos em troca do ingresso, que foi doada para o Hospital Erasto Gaertner. Nos primeiros minutos, o São Paulo manteve uma maior posse de bola, mas as tentativas ofensivas eram tímidas e os sistemas defensivos de ambas as equipes se sobressaíram nos 20 minutos iniciais. A primeira finalização com mais perigo aconteceu aos 23 minutos, quando o atacante Bruno Rodrigues do Atlético dominou e, de bicicleta, finalizou pela linha de fundo. A equipe paranaense voltou a atacar o adversário com perigo cerca de dez minutos depois, mas o árbitro anulou o lance antes do arremate. Aos 42 minutos, o São Paulo cobrou um escanteio, o goleiro tentou interceptar o cruzamento em vão e a posse de bola foi tomada por Banguelê, que concluiu com o gol vazio, 1–0 para os paulistanos.
Na volta do intervalo, o técnico André Jardine do São Paulo substituiu o centro-avante Joanderson, que havia sofrido uma queda em uma disputa com o goleiro adversário, e em seu lugar entrou o jogador Luiz Araújo. O São Paulo retornou com mais ofensividade: após dois escanteios o lateral Foguete chutou de longa distância e quase acertou a trave, concluindo uma finalização para linha de fundo. Poucos minutos depois Luiz Araújo avançou até a pequena área dividindo com os adversários, mas o arqueiro paranaense fez uma boa defesa. Cerca de sete minutos depois, o tricolor voltou a atacar quando David Neres recebeu um lançamento, porém finalizou travado pela marcação. O Atlético começou a alterar o time e o jogo se tornou mais dinâmico. Aos 29 minutos, Foguete chutou e outra vez a bola passou perto do gol. Um minuto depois o jogador Kaio do Atlético recebeu um ótimo passe, no entanto errou e não conseguiu finalizar. Lucas Fernandes saiu para a entrada de Murilo, que em seu primeiro lance, avançou no contra-ataque, mas chutou para fora. Aos 38 minutos, Murilo se posicionou atrás da defesa adversária, recebeu o passe em velocidade e driblou o goleiro antes de finalizar para o gol, ampliando o placar para o São Paulo. Com o resultado desfavorável, o Atlético tentou atacar com jogadas áreas, mas não conseguiu diminuir a desvantagem.
Com este resultado, o Atlético Paranaense precisava vencer a segunda partida por três ou mais gols de diferença para conquistar o título: qualquer vitória por dois gols de diferença levaria a decisão para as penalidades. O São Paulo, por sua vez, ganhou a vantagem do empate, e poderia até perder por um gol de diferença.
| 19 de novembro | Atlético Paranaense | 0 – 2  | São Paulo                 | Arena da Baixada, Curitiba                                   |
| 16:00 (UTC−2)  |                     | Súmula | Banguelê 43' · Murilo 84' | Público: 16 088 Árbitro: PR Paulo Roberto Alves Junior (CBF) |

| Atlético Paranaense | São Paulo |

| G              | 1  | Warleson         |  |     |
| LD             | 2  | Gabriel Leite    |  |     |
| Z              | 3  | Ivaldo           |  |     |
| Z              | 4  | Oscar Cabezas    |  |     |
| LE             | 6  | Nicolas          |  |     |
| M              | 5  | Victor Feitosa   |  |     |
| M              | 8  | Renan Paulino    |  |     |
| M              | 11 | Gutiérrez        |  | 63' |
| A              | 7  | André Luis       |  | 77' |
| A              | 10 | Bruno Rodrigues  |  | 69' |
| A              | 9  | Dominic Vinicius |  |     |
| Substituições: |    |                  |  |     |
| M              | 16 | Kaio             |  | 63' |
| A              | 20 | Yago             |  | 69' |
| M              | 17 | Gabriel Almeida  |  | 77' |
| Treinador:     |    |                  |  |     |
| Bruno Pivetti  |    |                  |  |     |

| G              | 1  | Lucas Perri     |     |      |
| LD             | 2  | Foguete         |     |      |
| Z              | 3  | Vítor Tormena   |     |      |
| Z              | 4  | Lucas Kal       |     |      |
| LE             | 6  | Inácio          |     |      |
| M              | 5  | Banguelê        |     |      |
| M              | 7  | Arthur          |     |      |
| M              | 8  | Matheus Queiroz |     |      |
| M              | 10 | Lucas Fernandes |     | 78'  |
| A              | 11 | David Neres     |     | 85'  |
| A              | 9  | Joanderson      |     | INT' |
| Substituições: |    |                 |     |      |
| A              | 19 | Luiz Araújo     |     | INT' |
| M              | 18 | Murilo          | 84' | 78'  |
| M              | 17 | Shaylon         |     | 85'  |
| Treinador:     |    |                 |     |      |
| André Jardine  |    |                 |     |      |

## Segunda partida
A partida finalíssima foi realizada no dia 24 de novembro, no Estádio do Morumbi, capital paulista, e apitada pelo árbitro Thiago Duarte Peixoto. Antes do início, a torcida organizada do São Paulo realizou um protesto nas proximidades do estádio, cujo principal alvo da manifestação foi a diretoria do clube, incluindo cantos contra Ataíde Gil Guerreiro. No entanto, a manifestação cessou quando o jogo se iniciou. O primeiro lance de perigo ocorreu quando o goleiro Lucas Perri equivocadamente repôs a bola em disputa e Ewandro aproveitou-se do vacilo, mas o atacante do Atlético finalizou por cima do gol. Apesar deste erro, o goleiro são-paulino realizou duas intervenções importantes: a primeira em chute de Crysan aos 21 minutos, e, após dez minutos, a segunda em remate de Marcos Guilherme. Por sua vez, o São Paulo quase marcou aos 42 minutos, quando David Neres lançou Lucas Fernandes, que finalizou rente a trave do goleiro atleticano.
O São Paulo retornou para o segundo tempo com mais ofensividade. Aos quatro minutos, Joanderson aproveitou o rebote do goleiro, mas finalizou para fora. Este, porém, não desperdiçou o momento novamente, e, aos 13 minutos, abriu o placar. Após dois minutos, o arqueiro atleticano espalmou uma finalização de David Neres, contudo cedeu rebote e o próprio atacante retornou a finalizar. O defensor do Atlético impediu que a rede balançasse, no entanto, a bola já havia ultrapassado a linha. Com o amplo resultado a seu favor, a equipe paulistana cadenciou o restante do confronto.
O São Paulo conquistou o título invicto e derrotando seu adversário em ambos os jogos da decisão, vencendo o Atlético por 4–0 no agregado, e ainda conquistou a vaga para a Copa Libertadores da América Sub-20 de 2016, que posteriormente foi conquistada pelo clube.
| 24 de novembro | São Paulo                        | 2 – 0  | Atlético Paranaense | Estádio do Morumbi, São Paulo            |
| 16:00 (UTC−2)  | Joanderson 58' · David Neres 61' | Súmula |                     | Árbitro: SP Thiago Duarte Peixoto (FIFA) |

| São Paulo | Atlético Paranaense |

| G              | 1  | Lucas Perri     |     |     |
| LD             | 2  | Foguete         | 72' |     |
| Z              | 3  | Vítor Tormena   |     |     |
| Z              | 4  | Lucas Kal       |     |     |
| LE             | 6  | Inácio          |     |     |
| M              | 5  | Banguelê        |     |     |
| M              | 7  | Arthur          |     |     |
| M              | 8  | Matheus Queiroz |     | 80' |
| M              | 10 | Lucas Fernandes |     | 64' |
| A              | 11 | David Neres     | 61' |     |
| A              | 9  | Joanderson      |     | 74' |
| Substituições: |    |                 |     |     |
| A              | 19 | Luiz Araújo     |     | 64' |
| M              | 18 | Murilo          |     | 74' |
| M              | 16 | Jeferson Lima   |     | 80' |
| Treinador:     |    |                 |     |     |
| André Jardine  |    |                 |     |     |

| G              | 1  | Warleson         | 61' |     |
| LD             | 2  | Gabriel Leite    |     |     |
| Z              | 3  | Ivaldo           | 13' |     |
| Z              | 4  | Oscar Cabezas    |     |     |
| LE             | 6  | Nicolas          |     |     |
| M              | 5  | Victor Feitosa   | 68' |     |
| M              | 8  | Bruno da Mota    |     | 73' |
| M              | 10 | Marcos Guilherme |     |     |
| A              | 7  | Ewandro          |     | 77' |
| A              | 11 | Marco Damasceno  |     |     |
| A              | 9  | Crysan           |     | 62' |
| Substituições: |    |                  |     |     |
| M              | 18 | Dominic Vinicius |     | 62' |
| A              | 15 | Renan Paulino    |     | 73' |
| A              | 20 | Bruno Rodrigues  |     | 81' |
| Treinador:     |    |                  |     |     |
| Bruno Pivetti  |    |                  |     |     |